# Mario Núñez Calvo
Mario Núñez Calvo, (Valladolid, España, 7 de marzo de 1989) es un futbolista español que actualmente juega de centrocampista en el Zamora CF.

## Trayectoria
Ha jugado en la cantera del FC Barcelona y en el juvenil División de Honor del Real Zaragoza.
En la campaña 09/10 jugaba en el CD Salmantino era habitual en los entrenamientos del primer equipo. Las buenas actuaciones en pretemporada y las bajas hicieron que Juan Carlos Oliva le convocara para el primer partido de temporada contra el Cádiz CF, aunque no jugó. Pero en el siguiente partido, de copa del Rey, sale como titular contra el CD Castellón en el Helmántico. En liga es convocado de nuevo contra el Recreativo de Huelva y en la siguiente jornada contra el Albacete Balompié, también contra el FC Cartagena.

## Clubes
| Club          | País   | Año       |
| ------------- | ------ | --------- |
| CD Salmantino | España | 2008-2010 |
| Zamora CF     | España | 2010-     |

- Datos: Q5998926